# Insulinoterapia

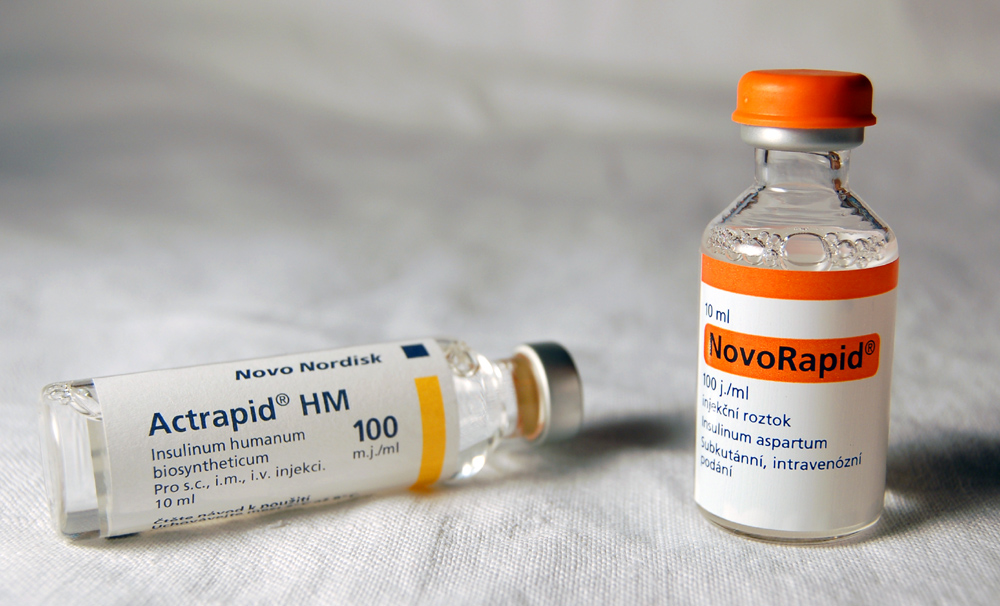
Viales de insulina.

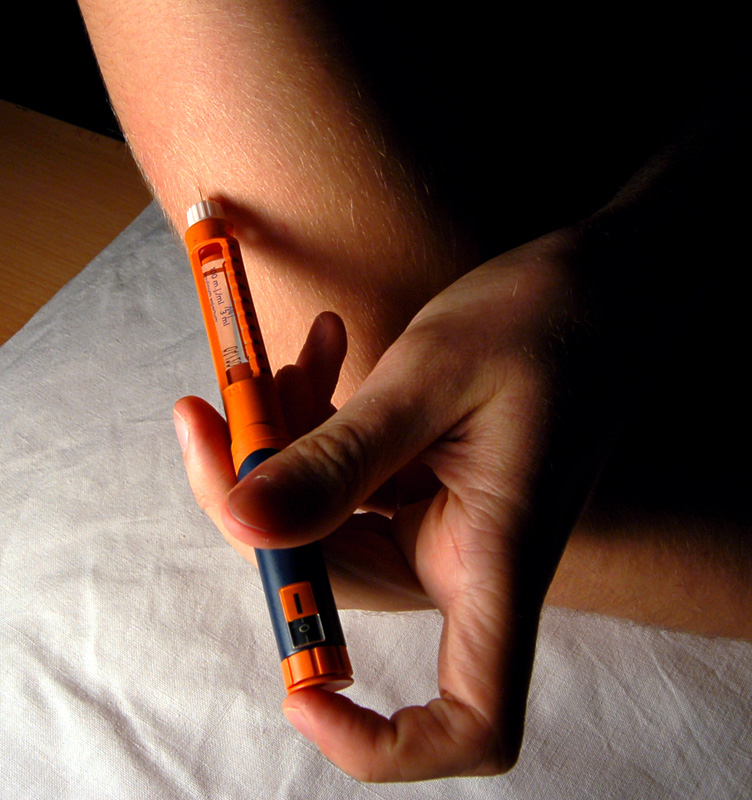
Inyección subcutánea de insulina empleando un pequeño dispositivo en forma de bolígrafo (Insulin pen de los anglosajones).

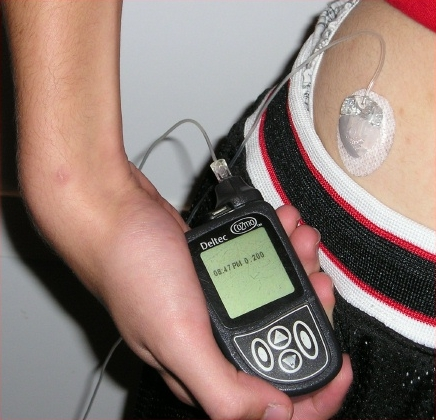
Bomba insulínica en uso.

La insulinoterapia o terapia insulínica, se refiere al tratamiento de la diabetes por la administración de insulina exógena. La insulina es utilizada médicamente para el control del metabolismo de la glucosa circulante en el plasma sanguíneo como parte del tratamiento de algunas formas de diabetes mellitus.  Los pacientes con diabetes mellitus tipo 1 dependen de la insulina externa (fundamentalmente inyectada por vía subcutánea) para su supervivencia debido a que la hormona ya no se produce internamente.
Por su parte, los pacientes con diabetes mellitus tipo 2 son resistentes a la insulina o tienen relativamente baja producción de insulina, o ambos, de manera que la mayoría de los pacientes con DM tipo 2 no necesitan insulina, aunque se ha demostrado que un 30% o más se beneficiarán de la terapia con insulina para controlar la glucosa en la sangre, especialmente cuando otros medicamentos no son capaces de mantener adecuadamente los niveles de glucosa circulante. Estudios sugieren que la insulina es una alternativa segura, efectiva, bien tolerada y aceptada para el tratamiento a largo plazo de la diabetes tipo 2, incluso desde el primer día del diagnóstico.

## Insulina
La insulina es una hormona pequeña con un peso molecular en humanos de 5808 daltons. Contiene 51 aminoácidos dispuestos en dos cadenas (llamadas A y B) unidas por puentes disulfuro. La insulina es necesaria para todos los animales (con exclusión de ciertos insectos). Su mecanismo de acción es casi idéntica en los gusanos nematodos (por ejemplo, el invertebrado C. elegans), peces y mamíferos, y es una proteína que ha sido altamente conservada a través del tiempo evolutivo.

La insulina se debe administrar a los pacientes que presentan esta privación.[¿cuál?] Clínicamente, la falta de insulina es el trastorno que causa la diabetes mellitus tipo 1.
La insulina es liberada por las células β del páncreas a un ritmo continuo o basal bajo y a una tasa mucho más elevada durante estímulos alimenticios, fundamentalmente glucosa, aunque se reconocen también los estímulos de aminoácidos, otros azúcares como la manosa y la actividad vagal para liberar insulina del páncreas.
El hígado y los riñones son los dos órganos principales que eliminan la insulina de la circulación. El hígado por lo general elimina de la sangre aproximadamente el 60% de la insulina liberada por el páncreas, en virtud de su ubicación al final del flujo de la vena porta. Los riñones eliminan entre 35-40% de la hormona endógena. Sin embargo, en pacientes diabéticos tratados con insulina subcutánea muestran una inversión de esta proporción: hasta un 60% de la insulina exógena es eliminada por vía renal y la eliminación del hígado no suele ser más del 30-40%. La vida media de la insulina circulante es de 3-5 minutos.

### Insulinas humanas

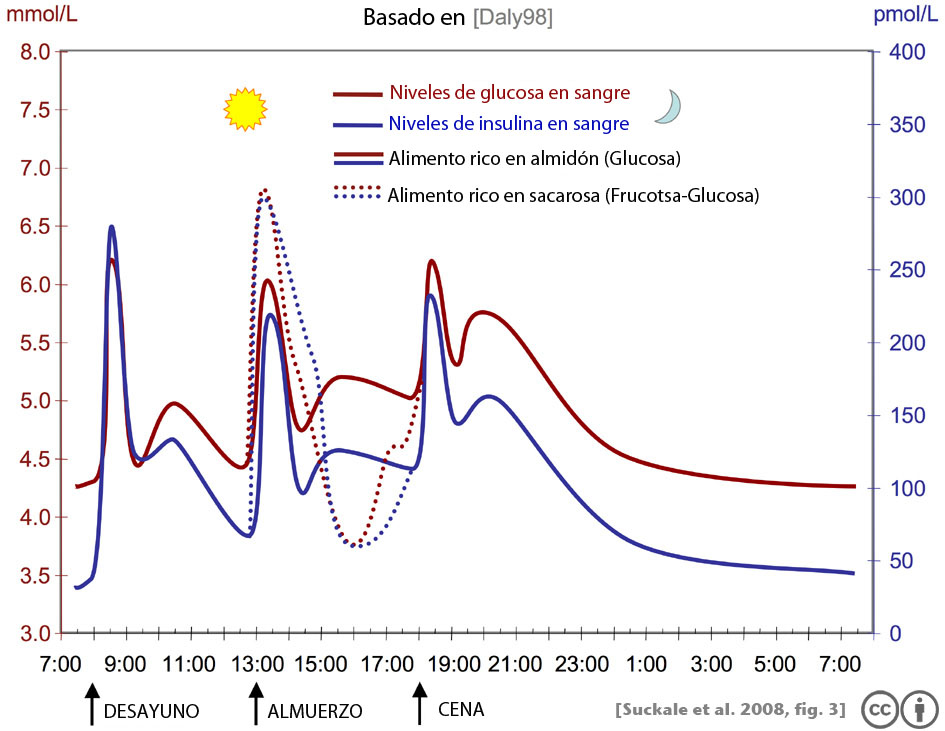
Niveles de glucosa e insulina en el transcurso de un día con tres comidas.

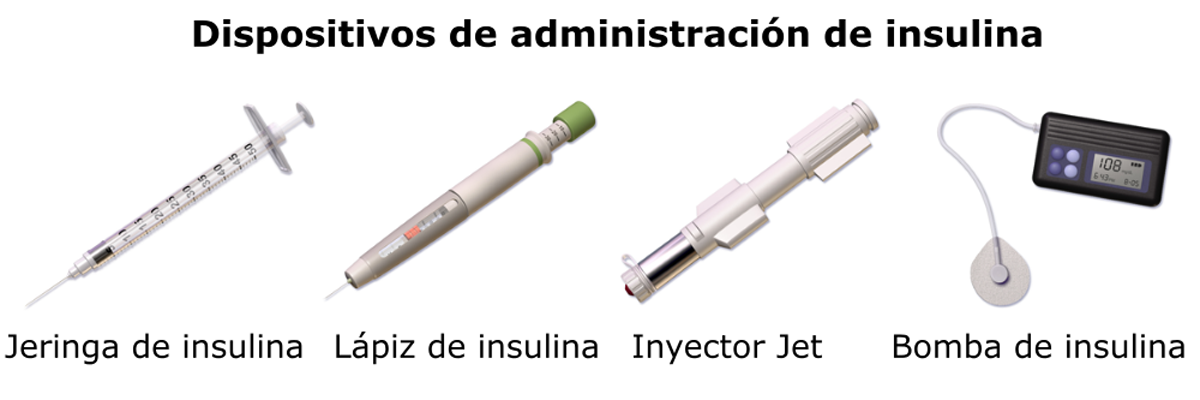
Dispositivos de administración de insulina.